# Арабеска (турецька музика)
Арабеска (тур. Arabesk; dsl фр. Arabesque — «арабський стиль») — напрямок у східній музиці, позначений турецькими музикознавцями для арабського стилю музики, створеного в Туреччині. Цей напрям був особливо популярним у Туреччині протягом десятиліть від 1960-х до 1990-х років.
Як і сама арабська музика, естетика арабески розвивалася протягом десятиліть. Хоча мелодії й ритми мають переважно візантійський і арабський вплив, вона також бере ідеї з балканської та близькосхідної музики, зокрема музики саза і османських форм східної музики. Арабески звучать переважно в мінорній тональності, як правило, у фригійському ладі, і теми, як правило, зосереджені на тузі, меланхолії, чварах і любовних проблемах.

## Історія
1938 року арабські пісні в Туреччині заборонили, але через популярність «Каїрського радіо», яке крутило арабську музику на території Туреччини, заборону поступово зняли. У Туреччині арабескову форму співу вперше розкрили в 1940-х роках Хайдар Татліяй і декілька інших співаків. У 1960-х роках арабеску розвинули такі співаки як Аднан Шенсес, Орхан Акденіз, Ахмет Сезгін, Абдуллах Юдже і Хафиз Бурхан Сесїлмаз, які використовували музику лейблу Raks, взяту в арабів для турецьких пісень. Основоположником жанру в цілому вважають Орхана Генджебая, який почав змішувати його з англо-американським рок-н-ролом. Інші відомі співаки арабески — Мюслюм Гюрсес, Ферді Тайфур і Хакки Булут. Одним з комерційно найуспішніших у напрямку є Ібрахім Татлисес, який побив усі рекорди продажів у Туреччині 1978 року і продовжує випускати популярну музику [уточнити]. Альбом «Acıların Kadını» (з тур. — «Страждальниця») співачки Берген був найпродаванішим у Туреччині 1986 року і належить до класичних альбомів жанру. У Берген було ще кілька популярних альбомів арабески в 1980-х роках. Серед інших співаків — İsmail YK, Ебру Гюндеш, Седа Саян, Сібель Джан. Співаки Муаззез Ерсой і Бюлент Ерсой називають себе сучасними виконавцями османської класичної музики. Зеррін Озер також випускала альбоми арабески від 1982 до 1988 року, серед яких альбом «Mutluluklar Dilerim» (з тур. — «Бажаю щастя»), випущений 1984 року. Одним з важливих представників жанру арабески також був Азер Бюльбюль. Загальна тема в піснях арабески — дуже прикрашене і болісне зображення любові й туги, а також нерозділеного кохання, горя і болю. Ця тема мала відтінок класових відмінностей на початку 1960-1970-х років, протягом яких більшість послідовників жанру — переважно робітники і нижчий середній клас — ототожнювали себе з ними. Турецький композитор Фазіль Сей неодноразово засуджував і критикував арабеску, називаючи захоплення жанром «рівносильним зраді».

## Опис
Арабеска не є арабською музикою; це жанр турецької музики, натхненний арабськими мелодіями і традиціями. Арабська музика не була прийнята в Туреччині через великі відмінності в класичній арабській музиці і класичній турецькій музиці, але потім мелодії арабської музики вплинули на формування турецької естрадної та народної музики. Крім того, цей музичний стиль добре використав мову, якою розмовляє сільська частина турецького суспільства, яка створює народну літературу, засновану на суфізмі.
Основою арабески є вокал, рідше вона є виключно інструментальною. У перші роки існування жанру в ньому домінували чоловіки, але на піку популярності жанру на сцені переважали жінки. Одночасно з напливом жіночого вокалу звук ставав все більш танцювальним і веселим.